# Melainabacteria
Melainabacteria — тип бактерій, раніше відомий під назвою ACD20. Є родинною групою до ціанобактерій, яка втратила здатність до фотосинтезу.
Представники типу живуть у ґрунтових водах та підземних джерелах. У 2013 році команда учених Корнельського та Каліфорнійського університетів виявила генетичний матеріал Melainabacteria у кишково-шлунковому тракті людини.